# المرتفعات الفلسطينية

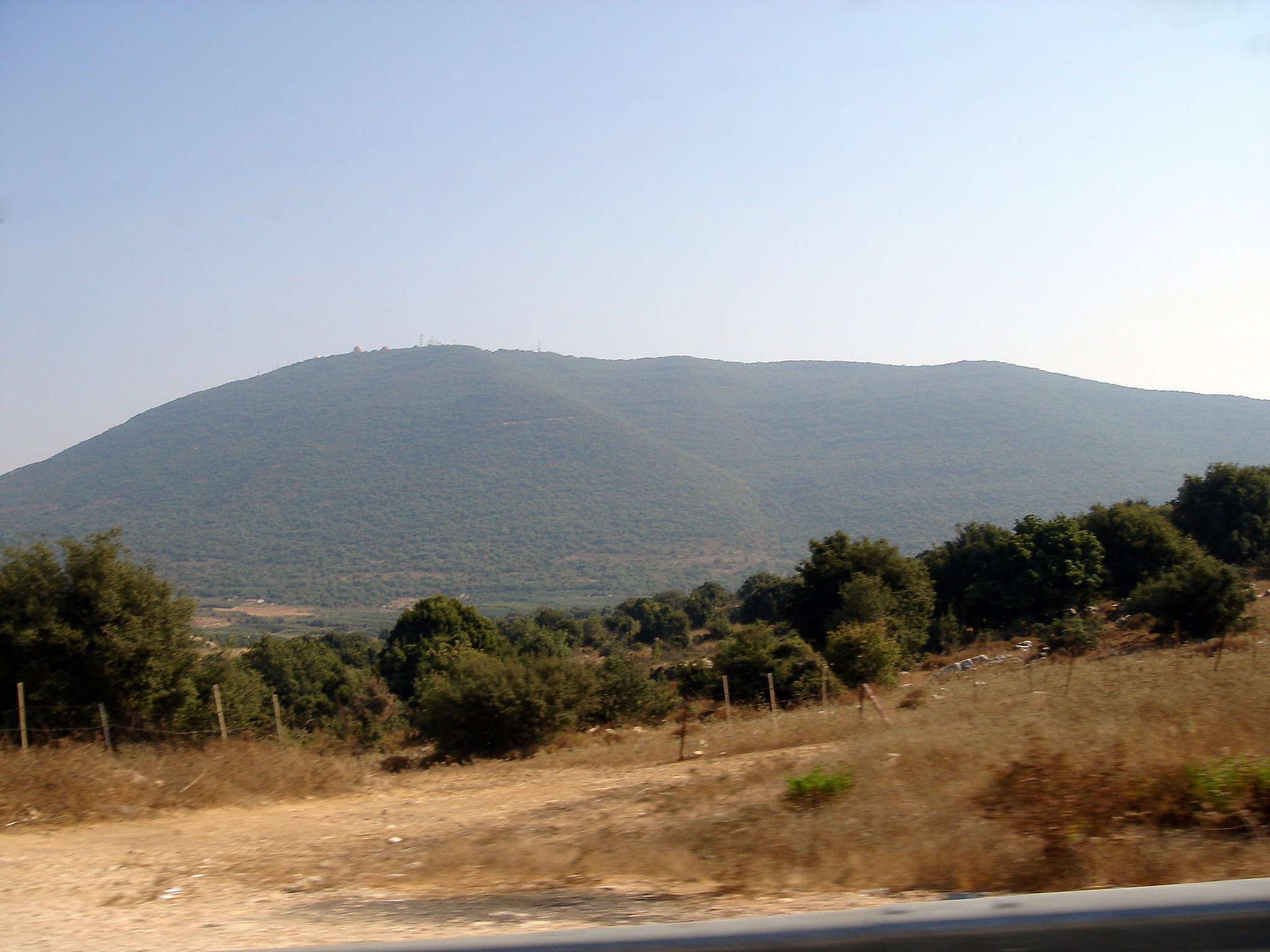
جبل الجرمق اعلى جبال فلسطين

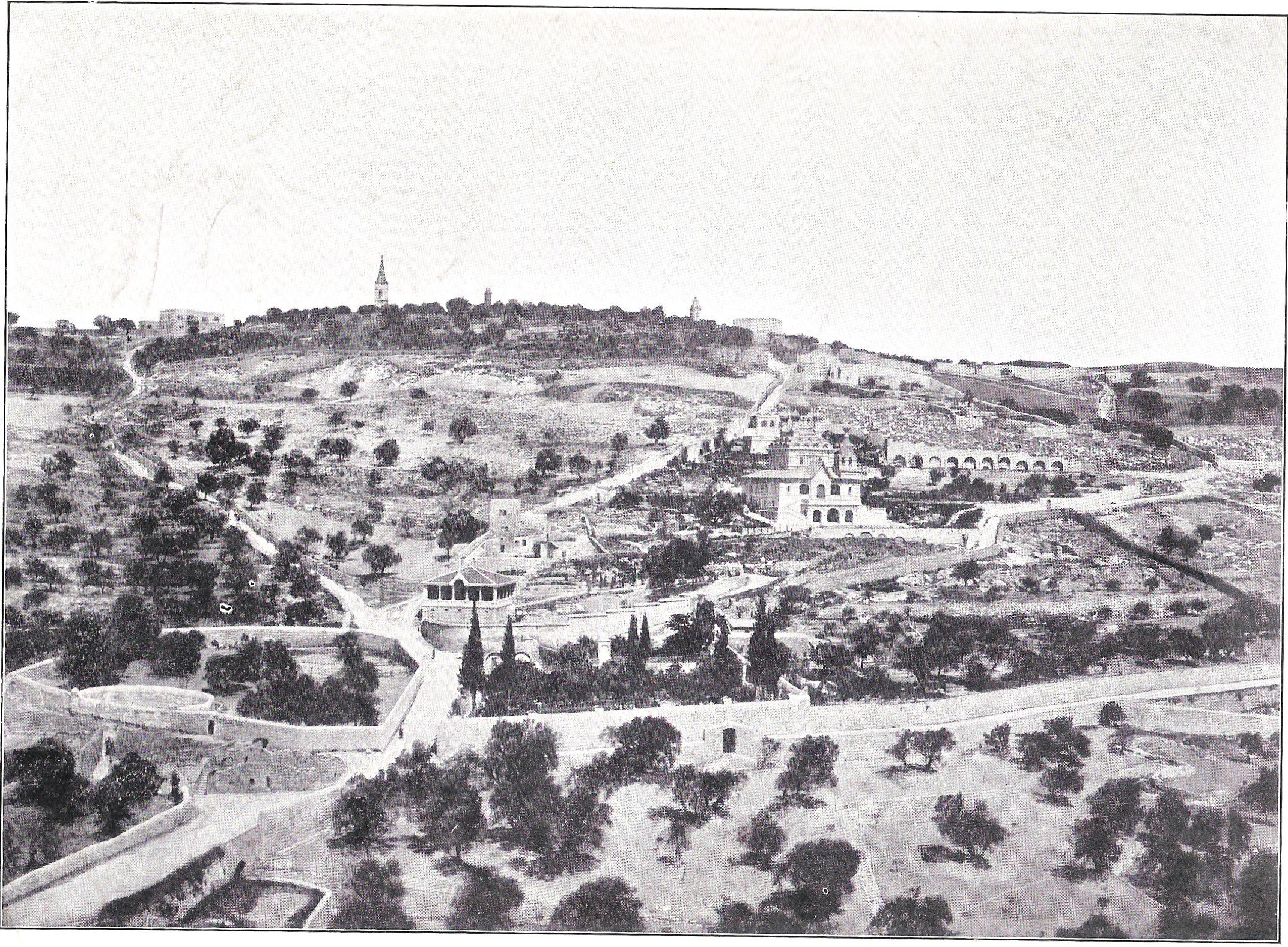
جبل الزيتون في القدس عام 1899

تمتد مرتفعات فلسطين من الحدود اللبنانية شمالاً حتى مرتفعات النقب جنوباً، وتنحصر بين إقليم حفرة الانهدام شرقاً وإقليم السهول الساحلية غرباً وتنحدر تدريجياً نحو الغرب لتأثرها بعوامل التعرية حيث الأمطار الغزيرة على السفوح الغربية، وتنحدر بشدة شرقاً بإتجاه حفرة الانهدام نظراً لحدوث الصدع العظيم الذي أوجد إقليم حفرة الانهدام، كما أن عوامل التعرية ضعيفة التأثير لقلة الأمطار لوقوعها في ظل المطر. وتمتد هذه السلسلة الجبلية بشكل متواصل من الشمال إلى الجنوب بإستثناء منخفض زرعين الذي يفصل الجليل الأعلى عن الأسفل وسهل مرج بن عامر والذي يفصل جبال الجليل عن جبال نابلس وجنين.

## خصائص إقليم المرتفعات الفلسطينية
1. يتألف هذا الإقليم من هضاب وأقواس جبلية تحصر بينها بعض السهول الداخلية، وهي تنحدر نحو الغرب بشكل تدريجي وتنحدر بشدة نحو الشرق.
2. يمر خط تقسيم المياه بالقمم الجبلية من أقصى الشمال إلى أقصى الجنوب، بحيث تنحدر الأودية والأنهار نحو الشرق أو نحو الغرب.
3. تختلط مظاهر التصدع والالتواء بنسب متفاوتة داخل المرتفعات الجبلية فإلى جوار البنى المحدبة والمقعرة يوجد العديد من الأودية الأخدودية والأحواض وقد أسهمت عوامل التعرية في تعقيد المظهر الطبوغرافي العام.
4. يسود المظهر الكارستي المتمثل في أعمدة الصخور الكلسية المعلقة داخل الكهوف الجبلية نتيجة تعرض الصخور الكلسية والدولوميت للإذابة بفعل الأمطار.
5. يسود في هذا الإقليم نظام مناخ حوض البحر المتوسط فمتوسط درجة الحرارة في شهر يناير بالقدس 9.6 درجة مئوية وشهر يوليو 25 درجة مئوية، وتتفاوت كميات الأمطار حسب التضاريس والموقع الفلكي.
6. تنمو أشجار متنوعة منها دائم الخضرة والآخر نفضي فوق قمم الجبال وعلى السفوح الغربية، بينما تنمو الشجيرات الشوكية والأعشاب على السفوح الشرقية.
7. تسود تربة البحر المتوسط الحمراء التي تكونت من الصخور الجيرية فوق مساحات واسعة من المرتفعات الجبلية على سفوحها الغربية، بينما تنتشر التربة البنية في بطون الأودية وفوق أقدام الجبال، وتربة البحر المتوسط الصفراء فوق المنحدرات الشرقية الواقعة في ظل المطر.
8. معدل الأمطار في هذا الإقليم تتفاوت بسبب تفاوت مناسيب الأرض وانحدارها وكذلك تفاوت الموقع الفلكي للمكان فيرتفع المعدل السنوي إلى 600 ملم فوق مرتفعات الخليل ورام الله ويهبط إلى 400 ملم عند أقدام المنحدرات الغربية للمرتفعات وإلى 200 ملم عند أقدام المنحدرات الشرقية الواقعة في ظل المطر.

## تنقسم المرتفعات الفلسطينية إلى

### كتلة الجليل
تعد كتلة الجليل الفلسطيني والجليل اللبناني المعروفة باسم جبل عامل قسما واحداً شمالاً وسهل مرج بن عامر جنوباً ومنطقة الغور شرقاً (منابع الأردن: سهل الحولة، نهر الأردن، طبريا) والسهل الساحلي غرباً.
تنحدر انحدار مفاجئ نحو الشرق وتدريجي نحو الغرب. كان لحركات الصدوع الدور الكبير في رسم ملامح المنطقة. مساحة الجليل 2,083كم مربع.

يقسم إلى:

#### الجليل الأعلى

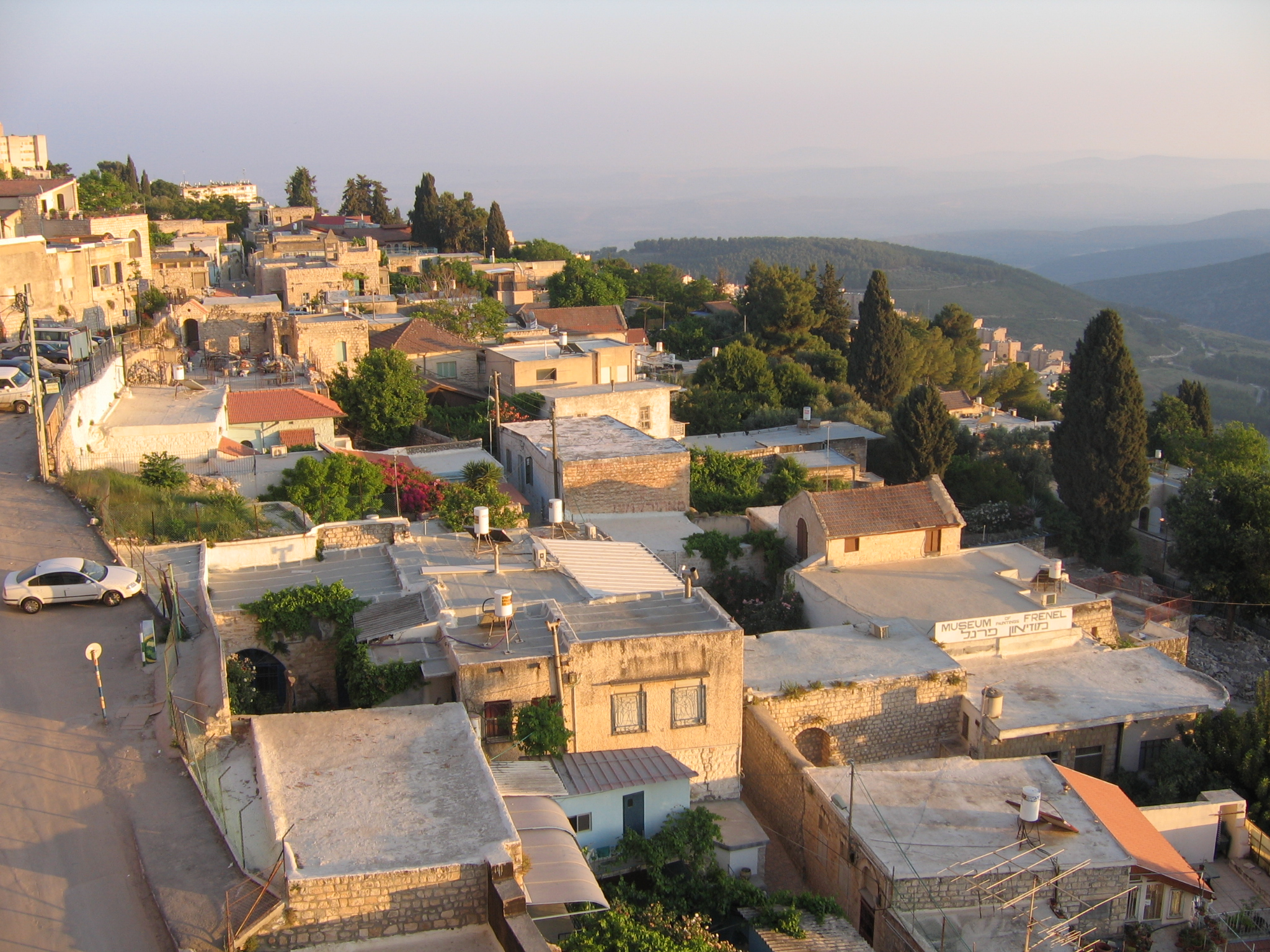
جبال مدينة صفد

يتألف من هضبة جبلية مرتفعة. طوله من الشرق للغرب 40كم وعرضه من الشمال للجنوب 25كم

أعل قممه الجبلية:
- جبل الجرمق 1,208م في شمال غربي صفد وهو أعلى قمة في فلسطين.
- جبل كنعان 936م أقيمت عليه مدينة صفد.
- جبل حيدر 1,047م.
- جبل عروس 1,071م شرق جبل حيدر وغرب صفد.[1]
- جبل عداثر 1,006م قرب قرية سعسع.

تشكلت البنية الجيولوجية من:
1. الالتواءات.
2. التصدع الانكسارية وهي من أكثر الأقاليم تأثرا بالصدوع في فلسطين وكونت أودية انكسارية تنحدر على طول الانكسارات في طريقها إلى نهر الأردن.
3. الثورانات البركانية والتي خلفت وراءها مسطحات بازلتية فوق سطح الهضبة.

تضاريس الجليل الأعلى تتميز بالصدوع المعقدة التي تفصل بين الكتل الجبلية ذات الطبيعة الوعرة وتتميز بتنوع الأشكال الأرضية من حواف وأودية انكسارية ومسطحات بازلتية وتجاويف ومنخفضات.

#### الجليل الأسفل
يمتد إلى الجنوب من الجليل الأعلى ويفصل بينهما سهل الرامة ووادي شاغور وسهل مجد الكروم أقل ارتفاعاً من الجليل الأعلى حيث لا يزيد ارتفاعها عن 600م فوق سطح البحر. وهو أكثر خصوبة من الأعلى ويتكون من مجموعة من الكتل الجبلية المتوازية والممتدة من الشرق إلى الغرب وتحصر بينها مناطق منخفضة طولها 50كم من الشرق للغرب و10كم من الشمال إلى الجنوب.

بسبب التصدع:
1. تكونت سهول هبطت على طول الانكسارات.
2. المصهورات البركانية شكلت مسطحات بازلتية سوداء.
3. انبثاق مياه الينابيع المعدنية الحارة في منطقة الحمة قرب طبريا.
4. انحدار الأودية من الجبال نحو وادي الأردن وسهل عكا مع امتداد الانكسارات.

#### أهم الجبال

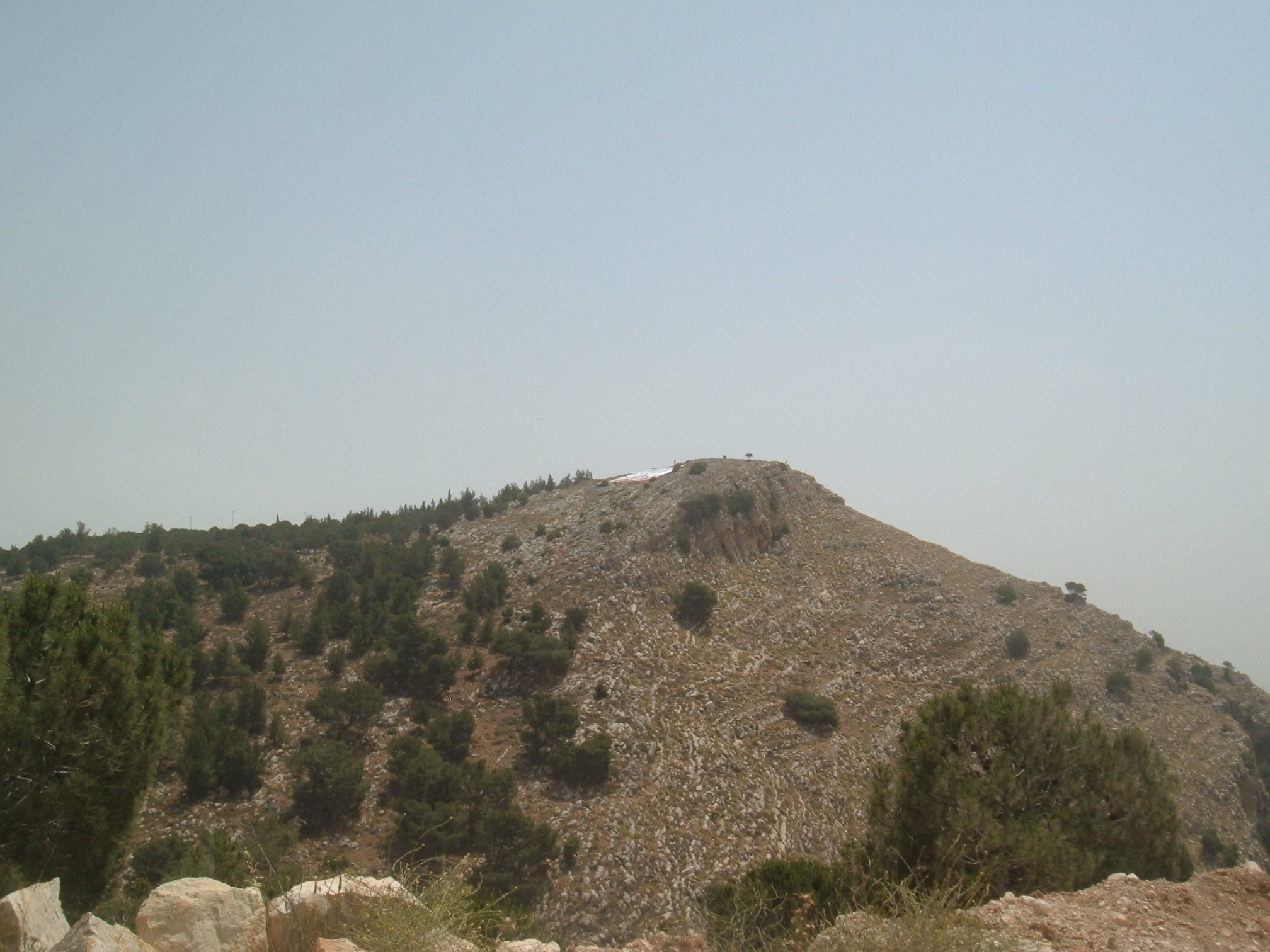
أحد جبال مدينة الناصرة

- جبل كمانة 589م اقصى شمال الجليل الأدنى[2]
- جبل الطور أو الطابور 562م شرق مدينة الناصرة.
- جبل الدحي أو حرمون الصغير 550م جنوب مدينة الناصرة.
- جبل النبي سعيف 500م.
- جبل سيخ 572م.

#### أهم الأودية
- وادي الفجاس
- وادي البيرة

و يصبان في نهر الأردن.

#### ومن سهوله
- سهل حطين.
- سهل البطوف.

### السلسلة الجبلية الوسطي
تمتد هذه السلسلة من سهل مرج بن عامر في الشمال حتى منطقة بئر السبع جنوباً وما بين السهل الساحلي الجنوبي غرباً ونهر الأردن والبحر الميت شرقاً. وتبلغ مساحته بجبل الكرمل 6,529كم مربع. تتألف من هضبة مرتفعة تتخللها بعض السهول المغلقة التي تنحصر بين الجبال وتمكنت الأودية التي تنحدر شرقاً نحو وادي الأردن وغرباً نحو البحر المتوسط من تقطيع سطح الهضبة. تطل بجروف وعرة وحواف شديدة الانحدار على وادي الأردن منها الجبل الكبير. ورأس أم حلال وقرن سربطة وجبل القرنطل ورأس الفشخة ورأس تربة ورأس المرصد وخشم اسدوم.
وتنحدر بشكل تدريجي نحو السهل الساحلي الغربي.

تقسم إلى ما يلي:

#### جبال نابلس والكرمل

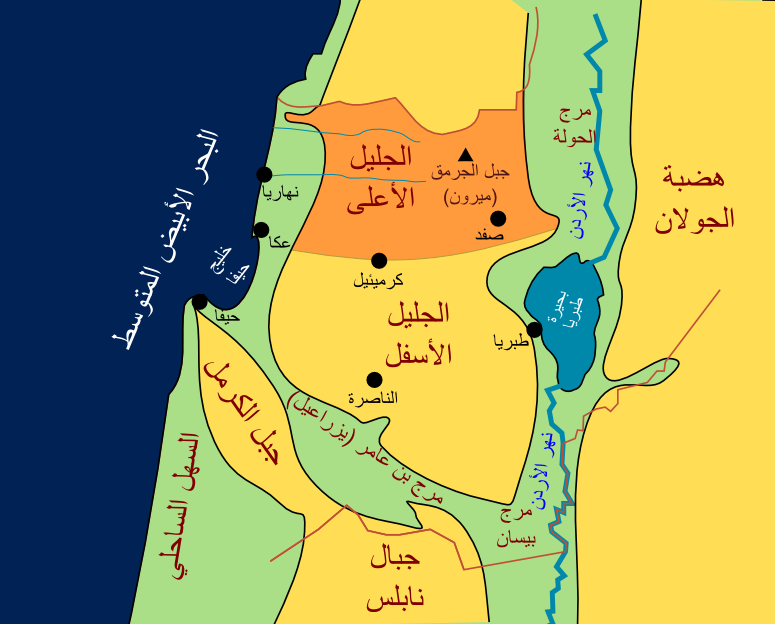
خريطة تظهر منطقة شمال جبال نابلس وجبال الجليل

تمتد جبال نابلس نحو الشمال الغربي لتتصل بجبل الكرمل الذي ينتهي طرفه في البحر المتوسط وتمتد جنوباً حتى أودية:
دير بلوط وهي المجاري العُليا لنهر العوجا الذي يصب شمال يافا أو حتى سهل اللبن.

جبل الكرمل طوله 22كم وعرضه بين (6-8)كم وتكويناته جيرية مع بعض البازلت
وسلسلة جبال نابلس ليست منفصلة عن جبال القدس بل أن الأقواس الجبلية تلتقي ملتحمة ببعضها البعض في سلسلة متصلة.
طول جبال نابلس 65كم من الشمال للجنوب وإتساعها من الغرب إلى الشرق 55كم

#### أهم القمم الجبلية
- جبل عيبال 940م أعلى قمم جبال نابلس ويقع شمال نابلس ويسمى أحيانا بالشمالي وهو أعلى قمة جبلية في الضفة الغربية.
- جرزيم 881م يقع جنوب نابلس ويسمى الجنوبي وتقع نابلس في الوادي بين الجبلين وهناك مناطق عمرانية على سطح الجبال.
- جبل فقوعة
- جبل جلبون
- جبل الاقرع
- جبل بايزيد
- جبل بلال
- جبل طمون
- جبل راشين (600 متر) شرق بلدة بلعا في محافظة طولكرم
- جبل حريش

#### بعض السهول
- سهل عرابة ومساحته ثلاثون ألف دونم.
- مرج صانور (مرج الغرق) مساحته عشرين ألف دونم.
- سهل عسكر.
- سهل حوارة

#### بعض الأودية
- وادي الباذان.
- وادي الفارعة.
- المالح والتي تنحدر نحو وادي الأردن.
- نهر العوجا نحو البحر المتوسط.

#### هضبة القدس والخليل
تمتد من سهل اللبن في الشمال حتى بئر السبع جنوباً، يبلغ طوله 90كم ويبلغ عرضه (40-50)كم. •	تتألف من صخور كلسيه جيرية يستخرج منها حجر البناء الذي يسمى الحجر القدسي
تعرضت المنطقة إلى إذابة بعض التكوينات الكلسية بفعل الأمطار والسيول فتقطعت المنطقة إلى مجموعة من التلال والسلاسل الجبلية والكهوف وخوانق وشكلت الملامح التضاريسية للمنطقة.
نتيجة لذلك تشكلت المنطقة إلى قوسين: قوس الخليل - بيت لحم والثاني قوس القدس - رام الله ويفصل بينهما منطقة منخفضة في القدس
تعرضت المنطقة لتصدع وخاصة في الجهة الشرقية التي تطل على البحر الميت بحواف شديدة الانحدار وبشكل تدريجي نحو البحر المتوسط.

#### أهم الأودية
- وادي علي أو الواد.
- وادي الصرار.
- وادي الخليل والتي تنحدر نحو البحر المتوسط.
- وادي العوجا
- وادي القلط ويصبان في نهر الأردن.
- وادي النار.
- وادي الزويرة يصبان في البحر الميت.

#### أهم جبال القدس
- تل العاصور 1,016م.
- جبل النبي صمويل 885م.
- جبل المشارف 819م (سكوبس)
- جبل الزيتون أو الطور 826م
- جبل المكبر 795م

#### أهم جبال الخليل
- جبل خلة بطرخ 1,020م
- جبل حلحول 1,013م
- جبل عسير 1,018م
- جبل بني نعيم 951م
- جبل دورا 838م

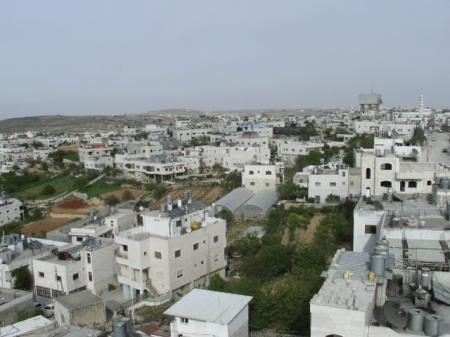
حلحول اعلى بلدة في الضفة الغربية

الجبال تنتهي على بعد 24كم إلى الجنوب من مدينة الخليل بالقرب من الظاهرية حيث تبدأ هضبة الصحراء الفلسطينية (النقب).
تتميز جبال نابلس بأنها سلسلة جبلية تجمع المحدبات والمقعرات وتوجد بها سهول شبة مغلقة.
هضبة القدس تتميز بوجود قمم جبلية على سطحها.
جبال نابلس تتميز بوجود أودية وتربة ومياه أكثر من هضبة القدس والخليل وتتميز بأنها ذات جروف أكثر ارتفاعاً وتعقيداً ووعورة.

## مصدر
1. ↑  "السطح / مركز المعلومات الوطني الفلسطيني". مؤرشف من الأصل في 2021-03-01. اطلع عليه بتاريخ 2021-02-26.
2. ↑  "Har Kammon" (بالإنجليزية). Archived from the original on 2021-02-28. Retrieved 2021-02-28.
3. ↑   https://web.archive.org/web/20170326204747/http://site.iugaza.edu.ps/ashaqfa/files/2011/10/فلسطين-الطبيعية-جديد.doc. مؤرشف من الأصل في 2017-03-26. {{استشهاد ويب}}: الوسيط |title= غير موجود أو فارغ (مساعدة)